# Volvo EM90
Volvo EM90 — це електричний мікроавтобус, виготовляється компанією Volvo . Автомобіль був представлений 12 листопада 2023 року. EM90 є першим мінівеном компанії Volvo . 

## Огляд

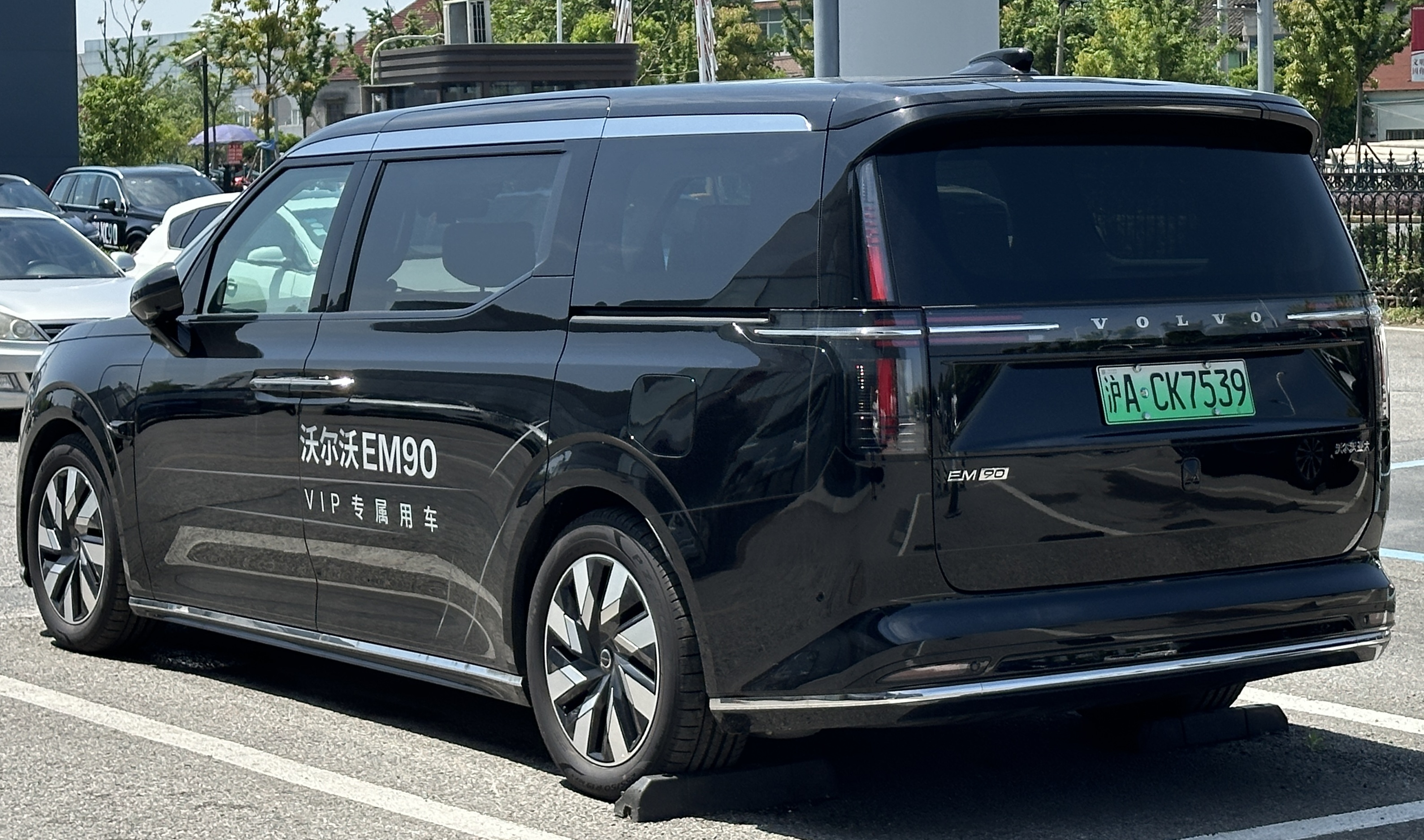
Вид ззаду

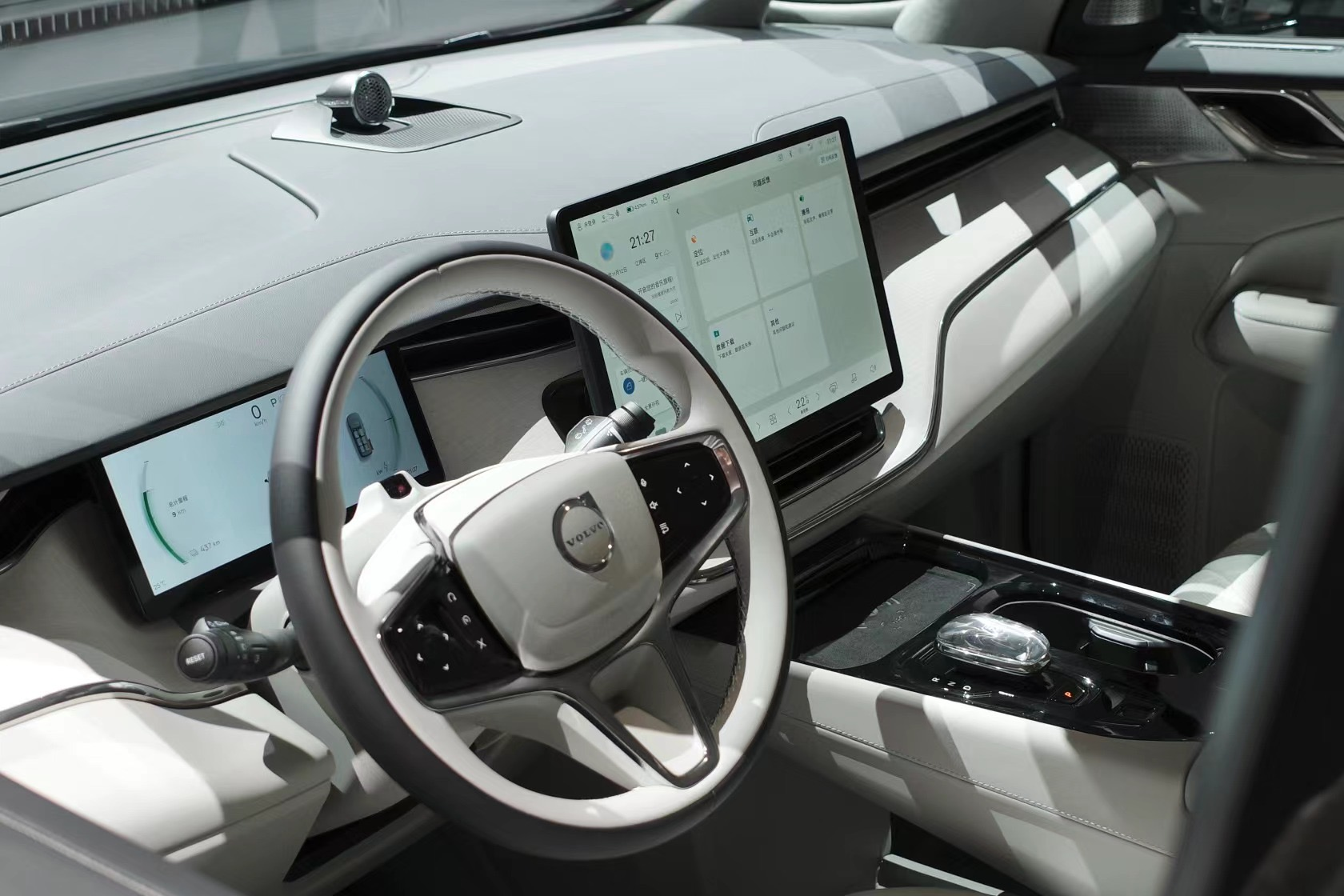

Volvo EM90 має спільну платформу з Zeekr 009 — іншим мінівеном від Geely. Спочатку EM90 буде доступний виключно на китайському ринку, але розглядається питання про розширення на інших ринках .
Задній електродвигун видає 272 к.с.; крутний момент становить 343 Нм. За словами експертів, розганяється від 0 до 100 км/год за 8,3 секунди. Максимальна швидкість становить 180 км/год. Акумулятор має ємність 116 кВт·год. Згідно з китайським стандартом CLTC, він забезпечує запас ходу 738 км. Завдяки двонаправленій зарядці акумулятор також можна використовувати для живлення інших пристроїв, таких як холодильник.
Шасі має подвійні поперечні важелі спереду та багатоважільну задню вісь (інтегральна задня вісь) зі стабілізатором поперечної стійкості. Максимальний розмір коліс становить 20 дюймів. Також використовуються низькошумні шини. Крім того, EM90 пропонує двокамерну пневматичну підвіску замість звичайних пружин. Аудіосистема використовує 21 динамік Bowers & Wilkins.